# Kopalnia kwarcu „Stanisław”

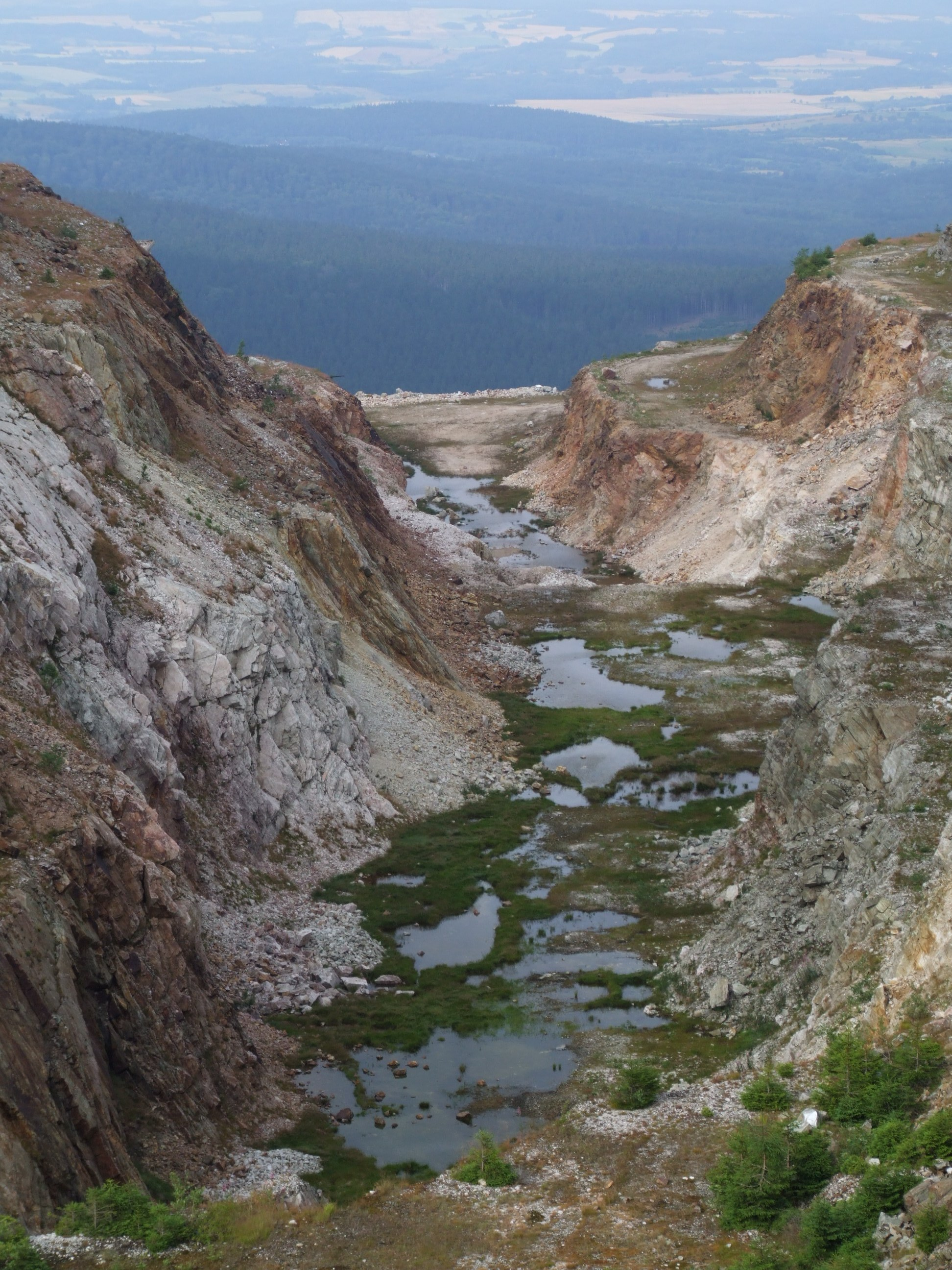
Kamieniołom

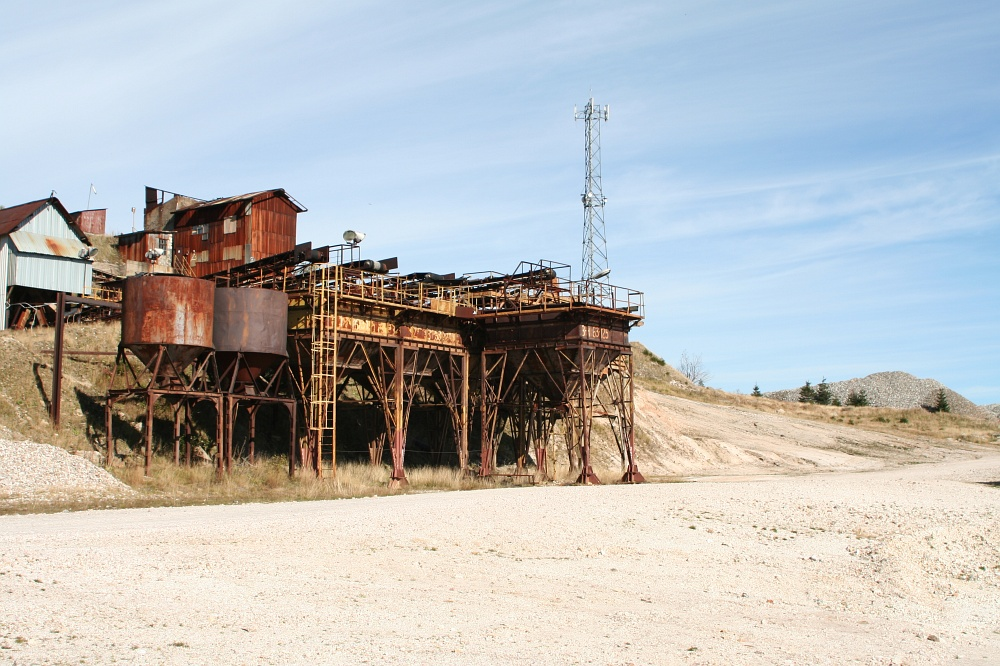
Fragment kopalni Stanisław

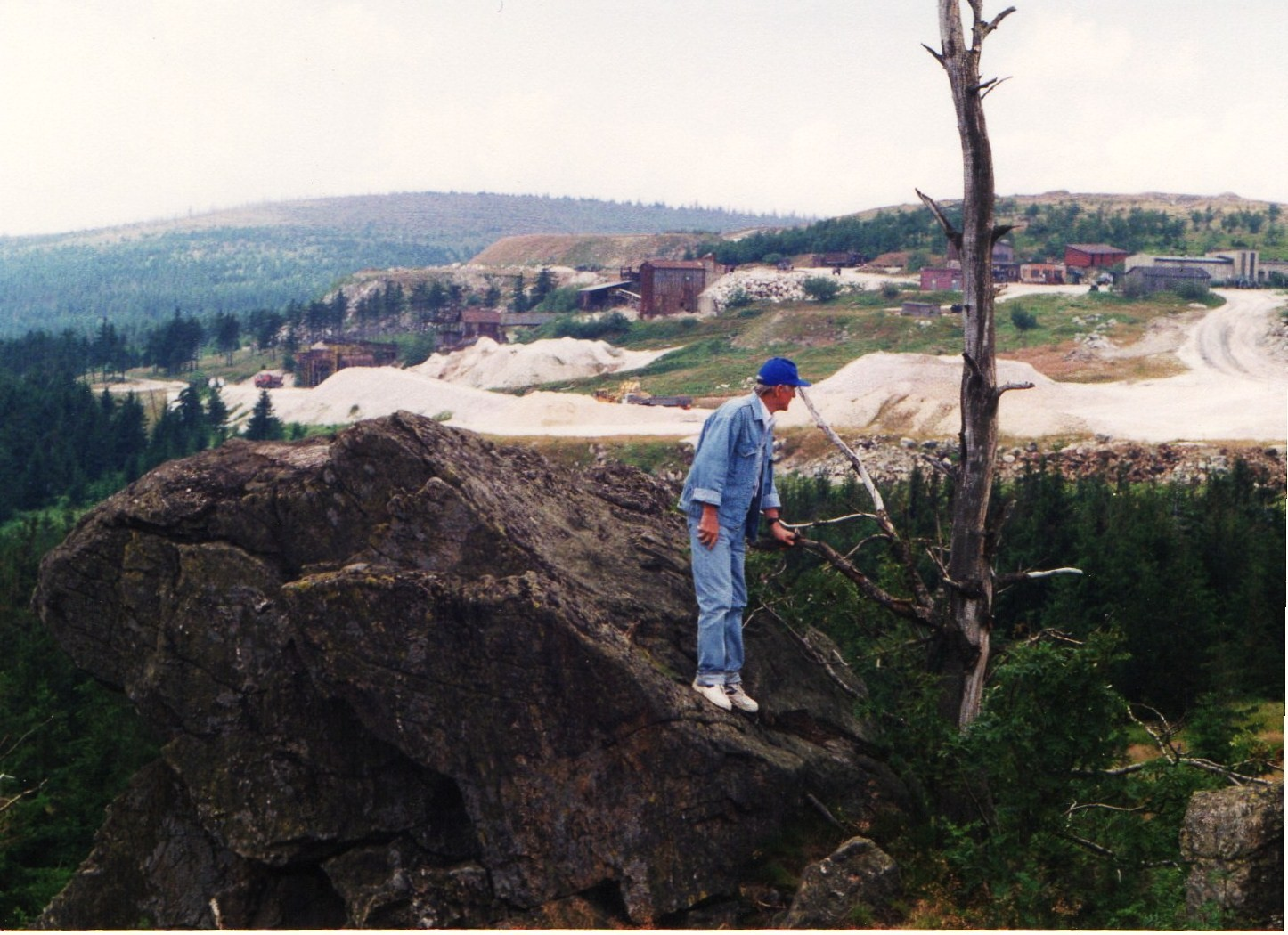
Widok ze Zwaliska w 1997

Kopalnia kwarcu „Stanisław” w Szklarskiej Porębie (niem. Weisse Flins) – kopalnia odkrywkowa na wysokości 1050 m n.p.m., w południowo-zachodniej Polsce, w województwie dolnośląskim, w Szklarskiej Porębie, w Górach Izerskich.

## Położenie
Kopalnia położona jest na północno-wschodnim zboczu wzniesienia Izerskie Garby w Sudetach Zachodnich, w środkowo-wschodniej części Gór Izerskich, w najwyższej, centralnej części Wysokiego Grzbietu Gór Izerskich, między masywem Zielonej Kopy po zachodniej stronie, a Zwaliskiem po wschodniej stronie, około 1,6 km na południe od Rozdroża Izerskiego.

## Opis
Kopalnia kwarcu „Stanisław” to zakład wydobywczy, eksploatujący kwarc metodą odkrywkową ze złoża żyłowego. Kopalnia położona jest na Izerskich Garbach (w przeszłości „Biały Kamień”, mającej przed eksploatacją wysokość 1088 m n.p.m.). Poziom wydobywczy położony jest na wysokości od 1050 do 1080 m n.p.m. Jest to najwyżej położony zakład wydobywczy w środkowej Europie. Cała najbliższa okolica kopalni Stanisław jest silnie przekształcona przez człowieka. Eksploatacja zamieniła wierzchołek góry w dziurę, industrialnego charakteru dopełnia ustawiony przed paru laty maszt stacji przekaźnikowej GSM. Produkcja kopalni obejmuje trzy odmiany kwarcu: ceramiczny, najbardziej wartościowy, półceramiczny i hutniczy. Wydobywany kwarc odznacza się bardzo wysoką zawartością krzemionki. Surowiec o takich parametrach jest wykorzystywany w przemyśle: szklarskim, hutniczym i elektronicznym. Kamieniołom słynie z kolekcjonerskich okazów kryształów kwarcu.

## Złoże
Złoże kwarcu mlecznego występuje w postaci żyły wypełniającej strefę dyslokacyjną, o długości ok. 10 km, przebiegającą z południowego zachodu na północny wschód. Strefa rozgranicza dwie jednostki geologiczne: zbudowaną z gnejsów jednostkę Świeradowa-Zdroju oraz pasmo Szklarskiej Poręby, utworzone przez hornfelsy. Grubość żyły wynosi od 60 do 100 m, a występujący kwarc odznacza się bardzo wysoką zawartością krzemionki od 97 do 100%. Na obrzeżach żyły kwarcowej, w skałach metamorficznych, w hornfelsach i skarnach tworzących ściany kopalni, występują inne minerały jak piryt, fluoryt, chalkopiryt, wietrzejący na wiśniowo hematyt, zielony lub żółtawo-brunatny wezuwian, ametyst, czarny turmalin. Największe rozmiary osiągają kryształy kwarcu mlecznego, których długość osiąga nawet kilkadziesiąt cm. Innym ciekawym minerałem jest wollastonit, spotykany w postaci kilkucentymetrowych skupień o pokroju włóknistym lub pręcikowym, o barwie białej lub szarej i perłowym lub jedwabistym połysku. Jego wystąpienia zajmują niekiedy powierzchnię kilkunastu do kilkudziesięciu centymetrów. Pojawiają się również minerały z grupy zeolitów – stilbit, nazywany również desminem, oraz chabazyt. Stilbit występuje w postaci żółtawo-różowych igiełek, natomiast chabazyt, w postaci niewielkich jasnoszarych kostek.

## Historia
Złoża kwarcu w Izerskich Garbach eksploatowane są od wieków, miejsce to znane było z występowania pięknych kryształów kwarcu, głównie mlecznych i różowych. Tradycje wydobycia kwarcu są bardzo odległe, bo sięgają XIII wieku, od wczesnych lat na terenie obecnej kopalni funkcjonował kamieniołom w którym wydobywano kwarc. Gdy w 1902 r. kolej dotarła ze Szklarskiej Poręby do Kořenova, a ze stacji kolejowej „Huta” wyprowadzono dla kopalni bocznicę towarową, nastąpił dalszy rozwój kopalni z uwagi na możliwość łatwego transportu surowca do odległych miejsc. Tutejszy kwarc o wysokiej jakości do początków XX wieku stosowany był wyłącznie w miejscowych hutach szkła i metali. Kopalnię kwarcu „Stanisław” na Izerskich Garbach na miejscu istniejącej wcześniej kopalni utworzono w latach 50. XX wieku i włączając w skład Przedsiębiorstwa Państwowego „Jeleniogórskie Kopalnie Surowców Mineralnych”, które w 1954 r. utworzono z wydzielonej części Bolesławieckich Kopalń Surowców Mineralnych. W pierwszym okresie wydobycie kwarcu wynosiło 2700 ton miesięcznie w późniejszym okresie wydobycie systematycznie spadało. W 1991 r. Przedsiębiorstwo Państwowe JKSM zostało przekształcone w Jednoosobową Spółkę Skarbu Państwa, a w 1997 r. Spółka została sprywatyzowana. W 2000 r. Spółka przyjęła nową strategię działania, inwestując w najnowocześniejsze, na poziomie światowym, rozwiązania technologiczne związane z produkcją wybranych kopalin z trzech własnych kamieniołomów: dolomitu, skalenia i fyllitu, rezygnując z rynku kwarcowego. W 2001 r. Kopalnia kwarcu „Stanisław” została sprzedana przez przedsiębiorstwo JKSM Sp.J., Dolnośląskiej Spółce Inwestycyjnej SA, jednej ze spółek KGHM Polska Miedź. Nowy właściciel PeBeKa S.A. Lubin nie podjął wydobycia z uwagi na nieopłacalność, związaną z trudnymi warunkami oraz sezonowością – prace górnicze można prowadzić właściwie tylko w ciepłej części roku. Obecnie cały teren został częściowo uporządkowany z zabudowań przemysłowych, tracąc swój postindustrialny charakter.